# Union Sportive Ouakam
La Union Sportive Ouakam (wòlof: Wakaam) és un club de futbol senegalès de la ciutat de Dakar. Juga a l'estadi Demba Diop. Els seus colors són el vermell i el blanc.

## Palmarès
- Lliga senegalesa de futbol:[3]
  - 2011
- Copa senegalesa de futbol:[4]
  - 1964, 1989, 2006